# 홍병선
홍병선(洪秉璇, 1888년 11월 6일 ~ 1967년 7월 19일)은 한국의 감리교 목사이다. 호는 목양(牧羊). 사학자 홍이섭의 아버지이다.

## 생애
한성부의 양반가에서 태어나 어릴 때는 한학을 수학했다. 일본 기독교계에서 설립한 신교육기관인 경성학당에 입학하면서 신학문에 눈을 뜨게 되었다. 1908년 일본에 유학하여 도시샤 대학 신학부를 졸업하고 1911년 귀국했다.
홍병선이 귀국한 해에 과거 경성학당 교장이었던 일본조합교회의 와다세(渡賴常吉)가 정식 선교사로 임명되어 조선에 파견되어 왔고, 홍병선은 와다세가 설립한 한양교회의 전도사로 목회를 시작했다. 동시에 보성전문학교, 피어선기념성경학원, 배화여학교 교사로 근무하였으며, 1925년에는 목사 안수를 받았다.
1920년부터는 조선기독교청년회연합회(YMCA) 소년부 간사를 맡아 이후 여생을 YMCA 운동과 함께 보냈다. 특히 1925년 농촌부 간사가 되면서 농촌 운동가로 이름을 알리게 되었다. YMCA의 농촌운동은 당시 YMCA 총무이던 신흥우의 지원을 받았으며, 개량적 민족운동의 일환이었다.
홍병선은 신흥우와 함께 1927년 덴마크와 미국의 농촌사업을 시찰하고 돌아온 뒤, 농촌 협동조합 및 구락부를 조직하는 사업에 열중했다. 덴마크식 농촌사업을 위해 1931년 서울 신촌에 농촌지도자 양성을 위한 교육기관인 고등농민수양소를 세우고 이를 전국적으로 확산시켰다.
홍병선과 농촌진흥운동을 함께 했던 윤치호, 신흥우 등이 중일 전쟁 발발 이후 전쟁 지원을 빌미로 적극적인 친일파로 돌아서면서, 홍병선도 비슷한 행보를 보였다. 한국 YMCA가 폐쇄되어 일본 YMCA 산하로 흡수 편입될 때 주역이었고, 1938년 기독교청년회관에서 개최된 전쟁협력 강연에 정춘수, 박연서, 이동욱 등 감리교 목사들과 함께 연사로 참가했다. 같은 해 YMCA가 발행하는 《청년》에 〈기독교도와 시국〉이라는 글을 발표해, 기독교도의 신사참배는 황국신민으로서 다른 말이 필요 없을 만큼 당연한 것이라며 신사참배 강요에 호응하는 주장을 편 일도 유명하다.
광복 후에는 보린회 이사장, 성인교육중앙총본부 이사장, 농림부 농림위원, 국민대학교 및 중앙신학교 강사, 농업협동조합 고문, 한국YMCA 명예회장 등을 지냈다.
2008년 공개된 민족문제연구소의 친일인명사전 수록예정자 명단 중 개신교 부문에 포함되었다.

## 같이 보기
- 대한기독교청년회연맹
- 홍이섭

## 참고자료
- “홍병선 - 농촌운동 선구자”. 한국컴퓨터선교회. 2008년 2월 17일에 확인함.
- 홍병선(洪秉璇) - 한국학중앙연구원
- “홍병선”. 코이딕. 2008년 2월 17일에 확인함.[깨진 링크(과거 내용 찾기)]
- 김삼웅 (2003년 3월 21일). “사건으로 본 한국의 종교 - 일제하 親日 기독인들”. 종교신문. 2006년 1월 18일에 원본 문서에서 보존된 문서. 2008년 2월 17일에 확인함.